# Oriol Ripol

a Compétitions nationales et continentales officielles uniquement.

b Matchs officiels uniquement.
Dernière mise à jour le 19 janvier 2018.
Oriol Ripol, né le 6 septembre 1975 à Barcelone (Catalogne), est un joueur international espagnol de rugby à XV. Il joue ailier ou centre, mesure 1,75 m pour 84 kg. 
Il remporte le Challenge européen et le Championnat d'Angleterre avec les Sale Sharks. 

## Carrière

### En équipe nationale
Oriol Ripol obtient sa première cape internationale avec l'équipe d'Espagne le 5 décembre 1998 à l’occasion d’un match contre l'équipe d'Écosse XV à Murrayfield.
Il a participé à la coupe du monde de rugby 1999 (1 match joué).

## Palmarès

### En club
- Vainqueur de la National League en 2001 avec Rotherham.
- Vainqueur du Challenge européen 2004-2005 avec Sale.
- Vainqueur du Championnat d'Angleterre 2005-06 avec Sale.
- Vainqueur du RFU Premiership en 2011 avec Worcester.

### En équipe nationale
- 11 sélections avec l'Espagne.
- 15 points (3 essais).
- Sélections par année : 1 en 1998, 2 en 1999, 3 en 2000, 2 en 2001 et 3 en 2002.
- Participation à la coupe du monde en 1999.

- Sélectionné avec les Barbarians